# شاهنشاه

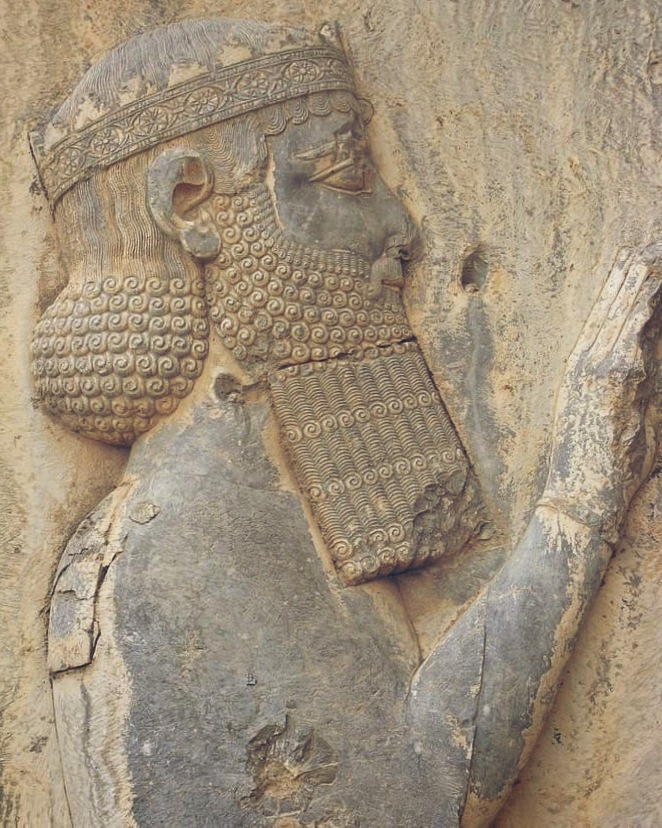
عنوان شاه شاهان به‌طور گسترده توسط پادشاهان ایرانی مانند داریوش بزرگ استفاده می‌شد.

شاهنشاه، شاهان‌شاه یا شاه شاهان عنوانی سلطنتی بود که عمدتاً توسط فرمانروایان خاورمیانه به کار می‌رفت، گرچه بیشتر در تاریخ ایران به ویژه در دوران هخامنشی و ساسانی به چشم می‌خورد. این عنوان نخست در زمان امپراتوری آشور میانه توسط پادشاه توکولتی نینورتای یکم (سلطنت ۱۲۳۳–۱۱۱۷ پ. م) استفاده شد و سپس در تعدادی از پادشاهی‌ها و امپراتوری‌های مختلف از جمله ایران، پادشاهی‌های مختلف هلنی، ارمنستان، گرجستان و اتیوپی مورد استفاده قرار گرفت.
این مقام معمولاً برابر با امپراتور شناخته می‌شود، زیرا این دو عنوان از نظر اقتدار و اعتبار از شاه بالاتر هستند. آخرین فرمانروایانی که از عنوان شاهنشاه استفاده کردند، پادشاهان سلسله پهلوی در ایران (۱۹۲۵–۱۹۷۹) بودند. حاکمان امپراتوری اتیوپی از عنوان Nəgusä Nägäst (به معنای واقعی کلمه "شاه شاهان") استفاده می‌کردند، که به‌طور رسمی به "امپراتور" ترجمه شد. نوع زنانه عنوان، همان‌طور که توسط زیودیتو اتیوپیایی استفاده می‌شد، ملکه ملکه‌ها (Ge'ez: Nəgəstä Nägäst) بود. در امپراتوری ساسانی، نوع زنانه مورد استفاده بانبِشنان بانبِشن یا ملکه ملکه‌ها (فارسی میانه: bānbishnān bānbishn) بود.
در یهودیت، ملک مالچه ای ملاخیم ("شاه شاهان") به عنوان نام خدا استفاده شد. "شاه شاهان" (βασιλεὺς τῶν βασιλευόντων) همچنین چندین بار در کتاب مقدس در اشاره به عیسی، به ویژه در نامه اول به تیموتاوس و دو بار در مکاشفه یوحنا استفاده شده است. در اسلام، به ویژه در احادیث اهل سنت، هم اصطلاح شاه شاهان و هم معادل ایرانی‌اش شاهنشاه استفاده شده است.

## استفاده تاریخی

### هند باستان
در تاریخ هند، زبان سانسکریت کلماتی مانند Chakravarti Rajadhiraja  و  Maharadhiraja  از جمله اصطلاحاتی هستند که برای به کار بردن عنوان «شاه شاهان» مورد استفاده قرار گرفته است.
 این کلمات همچنین در آرنیکه و دیگر قسمتهای ریگ‌ودا (۱۷۰۰ پیش از میلاد - ۱۱۰۰ پیش از میلاد) مشاهده می‌شود.

### میان‌رودان باستان

#### آشور و بابل

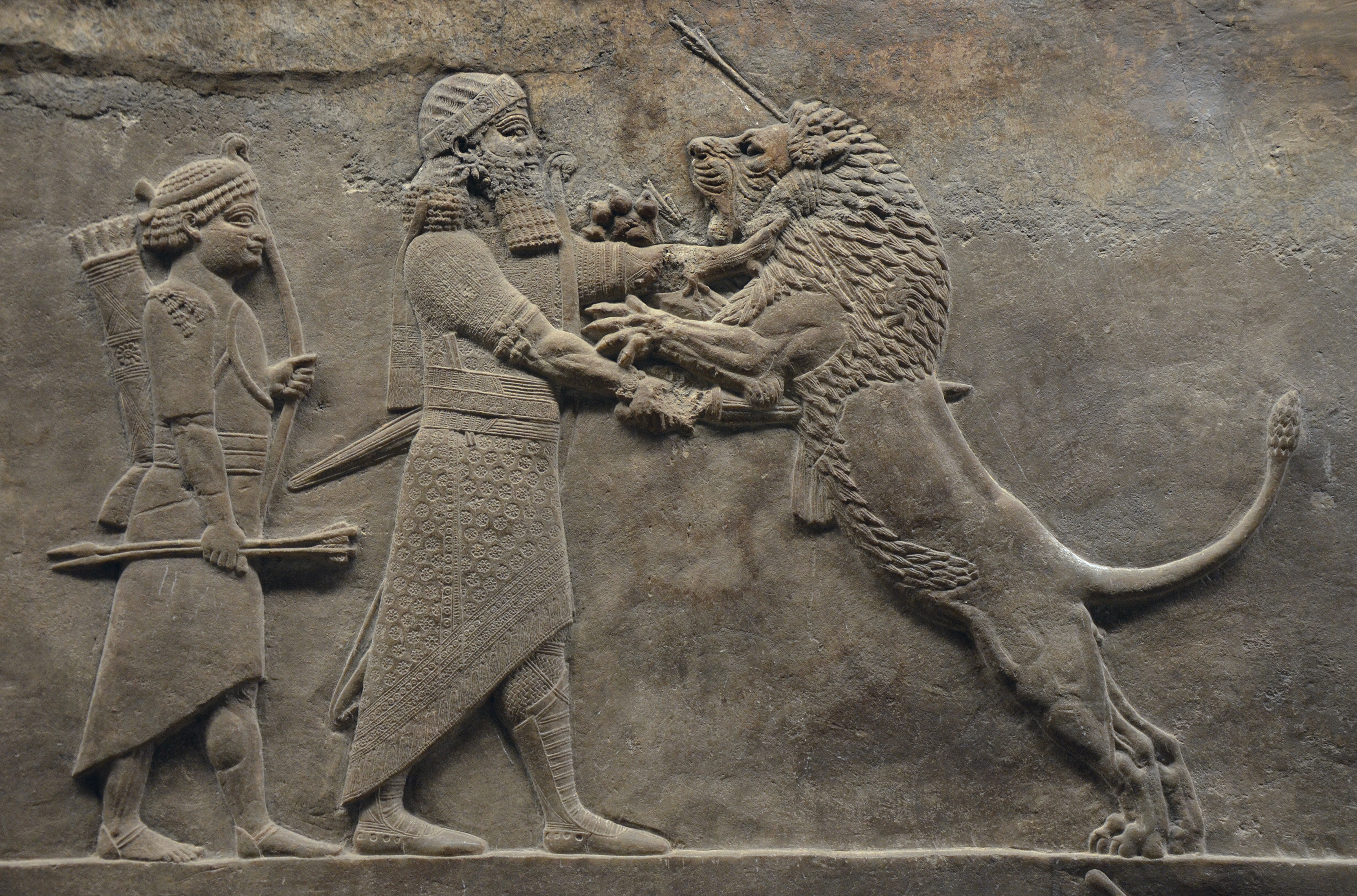
عنوان شاه شاهان یکی از عناوینی بود که توسط آشوربانی‌پال، پادشاه امپراتوری آشوری نو استفاده می‌شد.

عنوان شاه شاهان نخستین بار توسط پادشاه امپراتوری آشور توکولتی نینورتای یکم (که بین ۱۲۳۳ تا ۱۱۹۷ پیش از میلاد پادشاهی کرد) با عنوان šar šarrāni معرفی شد. این عنوان معنای تحت‌اللفظی داشت، زیرا "šar" به‌طور سنتی فقط فرمانروای دولت‌شهر بود. با تشکیل امپراتوری آشور میانه، فرمانروایان آشوری شاهانی را در شهرهای ایالتی منصوب کرده و به معنای واقعی کلمه به "شاه شاهان" تبدیل شدند. پس از سلطنت توکولتی-نینورتا، این عنوان گه‌گاه توسط شاهان آشور و بابل مورد استفاده قرار می‌گرفت. فرمانروایان بعدی آشوری برای استفاده از "šar šarrāni" عبارتند از اسرحدون (۶۸۱–۶۶۹ پیش از میلاد) و آشوربانیپال (۶۶۹–۶۲۷ پیش از میلاد). "شاه شاهان"، به عنوان  šar šarrāni ، یکی از عناوین متعدد آخرین پادشاه امپراتوری بابل نو، نبونعید (۵۵۶–۵۳۹ قبل از میلاد) بود.
عناوین رجزخوانی که مدعی مالکیت چیزهای مختلف بودند در طول تاریخ بین‌النهرین باستان رایج بود. به عنوان مثال، پدربزرگ آشوربانی پال سارگون دوم از عنوان‌های "'شاه بزرگ' ،  شاه قدرتمند ،  پادشاه جهان ،  استفاده کرد.

#### کاربرد در ماد و اورارتو
عنوان شاه شاهان گه‌گاه در کتیبه‌های شاهان اورارتو به چشم می‌خورد. شاهان ماد و اورارتو اگرچه شواهدی در دست نیست، اما این احتمال وجود دارد که این عنوان توسط حکام پادشاهی ماد نیز استفاده می‌شده است، زیرا حاکمان آن بیشتر نماد و القاب سلطنتی خود را از اورارتو و جاهای دیگر میانرودان وام گرفته‌اند. شاهنشاهی هخامنشی نوع فارسی عنوان،  Xšâyathiya Xšâyathiyânâm ، به شکل مادی است که نشان می‌دهد هخامنشیان ممکن است آن را از مادها گرفته باشند نه از میانرودان.
کتیبه‌ای به زبان آشوری بر روی استحکامی در نزدیکی دژ توشپا از پادشاه ساردوری یکم اورارتو به عنوان سازنده دیوار و دارنده عنوان «شاهنشاه» یا
«شاه شاهان»
این کتیبه پادشاه ساردوری، پسر شاه بزرگ لوتیپری، پادشاه قدرتمندی است که از جنگیدن نمی‌ترسد، چوپان شگفت‌انگیز، پادشاهی که بر شورشیان حکومت می‌کرد. من ساردوری هستم، پسر لوتیپری، شاه شاهان و شاهی که خراج همه شاهان را دریافت کرد. ساردوری پسر لوتیپری می‌گوید: من این بلوک‌های سنگی را از شهر آلنیونو آوردم. من این دیوار را ساختم

### ایران

#### کاربرد در شاهنشاهی هخامنشی

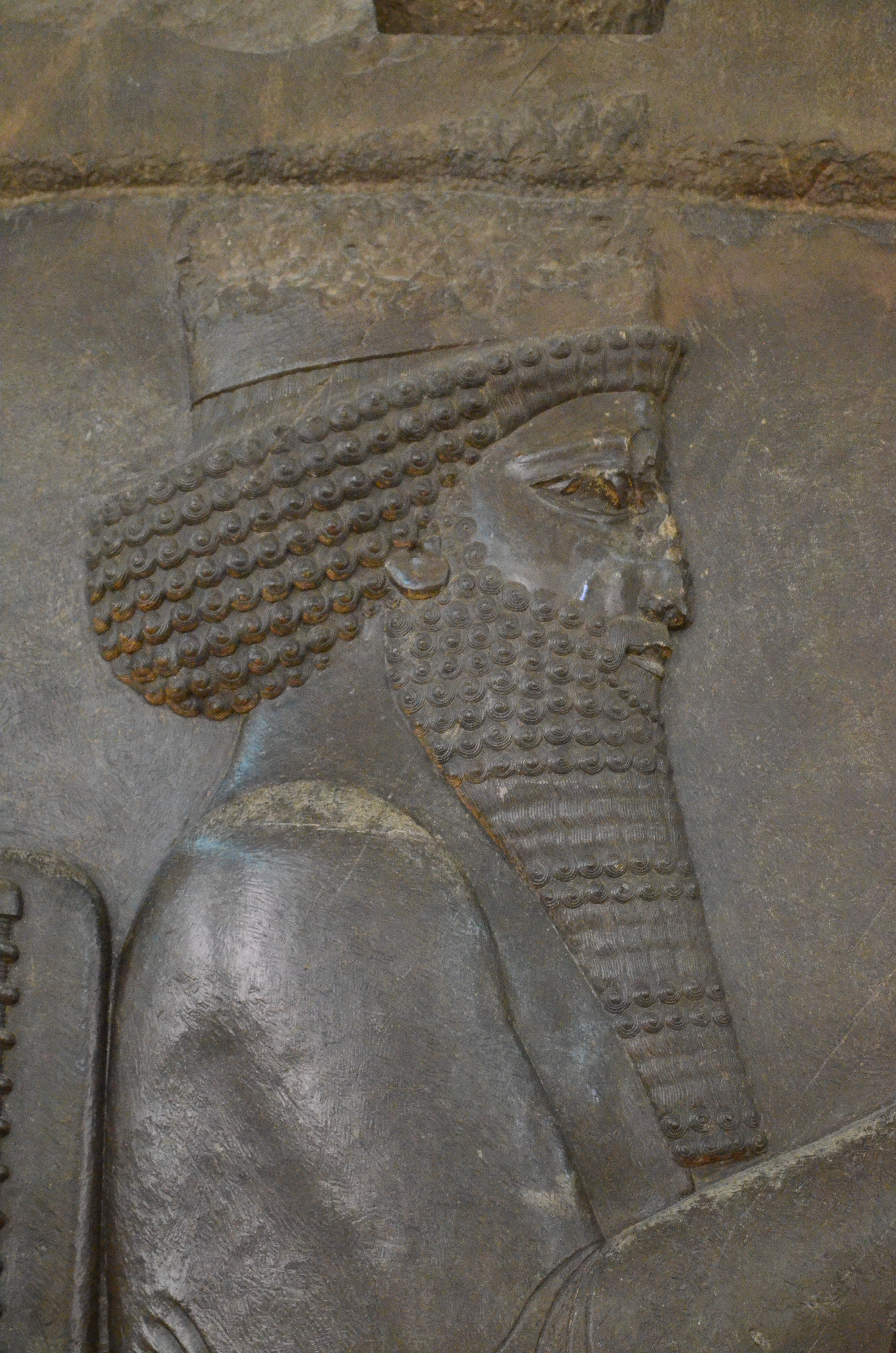
خشایارشا بزرگ از خود به عنوان «شاه بزرگ، شاه شاهان، شاه ولایات با زبانهای مختلف، شاه این سرزمین بزرگ دور و نزدیک، پسر شاهنشاه داریوش هخامنشی» یاد کرده است.

شاهنشاهی هخامنشی، که در ۵۵۰ پیش از میلاد پس از سقوط پادشاهی ماد تأسیس شد، در طول قرن ششم پیش از میلاد به سرعت گسترش یافت. آناتولی و لیدیه در ۵۴۶ پیش از میلاد، امپراتوری نو بابل در ۵۳۹ پیش از میلاد، مصر باستان در ۵۲۵ پیش از میلاد و سند (رود) در ۵۱۳ پیش از میلاد فتح شد. هخامنشیان از دولت ساتراپال استفاده می‌کردند، که به دلیل انعطاف‌پذیری و تحمل شاهنشاهان هخامنشی در برابر حاکمان کم و بیش خودگردان، ضامن موفقیت سیستم اداری بود. اگرچه برخی مناطق تقریباً بدون هیچ گونه درگیری خودمختار شدند (مانند لیسیا و کیلیکیه)، مناطق دیگر شاهد تلاش‌های مکرر برای شورش و جدایی بودند.
مصر یک نمونه بارز بود، که غالباً علیه اقتدار هخامنشیان قیام می‌کرد و تلاش می‌کرد تا فرعون خود را تاج‌گذاری کند. اگرچه سرانجام شکست خورد، شورش بزرگ ساتراپ‌ها ۳۶۶–۳۶۰ پیش از میلاد مشکلات رو به رشد ساختاری درون شاهنشاهی را نشان می‌داد.

شاهان هخامنشی از عناوین مختلف، به‌طور برجسته شاه بزرگ و شاه کشورها استفاده می‌کردند، اما شاید برجسته‌ترین عنوان شاه شاهان باشد (به معنی "Xšâyathiya Xšâyathiyânâm" در زبان پارسی باستان) ، برای هر شاهنشاه هخامنشی ثبت شده است. عنوان کامل شاهنشاه داریوش بزرگ "شاه بزرگ، شاه شاهان، شاه پارس، فرعون مصر و شاه کشورها بود. کتیبه ای در شهر وان توسط خشایارشا خود را اینگونه می‌خواند 
من خشایارشا هستم، شاه بزرگ، شاه شاهان، شاه ولایات با زبانهای زیاد، شاه این سرزمین بزرگ دور و نزدیک، پسر شاهنشاه داریوش هخامنشی.

#### کاربرد در شاهنشاهی اشکانی و ساسانی

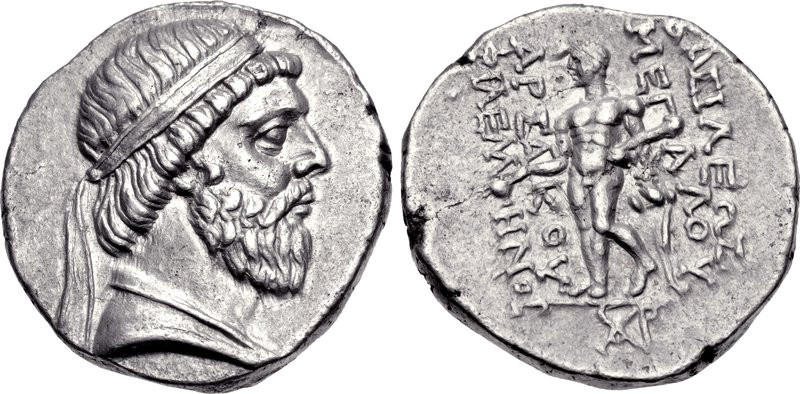
مهرداد یکم (ح. ۱۷۱ – ۱۳۲ پ. م) نخستین شاه ایرانی پس از سقوط هخامنشیان بود که از عنوان «شاه شاهان» استفاده کرد و با آغاز پادشاهی برادرزاده‌اش مهرداد دوم (ح. ۱۲۴ – ۹۱ پ. م)، این عنوان تا زمان سقوط شاهنشاهی ساسانی در ۶۵۱ میلادی در استفاده ثابت باقی ماند.

این عنوان شاهان اشکانی در زمان حضورشان در بابل "Aršaka šarru" ("پادشاه ارساکید")، "شاه شاهان" (ثبت شده به عنوان "šar šarrāni" "توسط بابلی‌های معاصر) نخستین بار توسط مهرداد یکم (r. ۱۷۱–۱۳۲ پیش از میلاد) پذیرفته شد، اگرچه او به ندرت از آن استفاده می‌کرد. عنوان همچنین توسط برادرزاده مهرداد یکم، مهرداد دوم استفاده شد، که پس از تصویب آن در ۱۱۱ پیش از میلاد، از آن بسیار استفاده کرد، حتی آن را در سکه خود وارد کرد (به عنوان یونانی BAΣIΛEΥΣ BAΣIΛEΩN)
تا ۹۱ پیش از میلاد.استفاده از این عنوان توسط مهرداد دوم و جانشینان وی احیای عنوان شاهنشاهی قدیم هخامنشی نبود (زیرا تقریباً یک دهه پس از فتح بین‌النهرین توسط خود مهرداد دوم) مورد استفاده قرار نگرفت) اما در واقع از کاتبان بابلی نشأت گرفته است.
مهرداد دوم صرف نظر از چگونگی کسب این عنوان، اقدامات آگاهانه ای را انجام داد تا به عنوان وارث و احیا کننده سنتهای هخامنشی شناخته شود، تاج را به عنوان سرپوش معمولی روی سکه‌های اشکانی معرفی کرد و چندین کارزار را به سمت غرب به شیوه سابق هخامنشی انجام داد.

این عنوان در زبان پارسی میانه و زبان پارتی به عنوان  āhān šāh  ترجمه شد و تا زمانی که اشکانی‌ها توسط خاندان ساسان اردشیر بابکان ازمیان رفت، همچنان استفاده می‌شد. باایجاد شاهنشاهی ساسانی. خود اردشیر از نوع جدیدی از عنوان استفاده کرد و «شاهنشاه ایرانیان» (فارسی میانه:  šāhān šāh ē ērān ) را معرفی کرد. جانشین اردشیر، شاپور اول، نوع دیگری را معرفی کرد. «شاهنشاه ایرانیان و انیران» (فارسی میانه:  šāhān šāh ē ārān ud anērān )، احتمالاً تنها پس از پیروزی‌های شاپور در برابر امپراتوری روم (که منجر به ترکیب جدید غیر سرزمین‌های ایران در امپراتوری). این نوع، «شاهنشاه ایرانیان و غیرایرانی‌ها»، روی سکه تمام شاهنشاهان ساسانی بعدی ظاهر شد. آخرین شاهنشاه ساسانی یزدگرد سوم بود (r. ۶۳۲–۶۵۱ میلادی). سلطنت وی با شکست و فتح ایران توسط اعراب پایان یافت و آخرین شاهنشاهی تاریخ ایران پیش از اسلام به پایان رسید. شکست یزدگرد و سقوط شاهنشاهی ساسانی، ضربه ای بود به احساسات ملی ایرانیان، که دیر بهبود یافت. اگرچه تلاش‌هایی برای بازسازی شاهنشاهی ساسانی صورت گرفت، حتی با کمک دودمان تانگ از چین، این تلاش‌ها ناموفق بود و فرزندان یزدگرد در تاریکی تاریخ محو شدند.
عنوان شاهنشاه توسط مسلمانان بعدی مورد انتقاد قرار گرفت و آن را با ایمان مزدیسنا مرتبط دانست و از آن با عنوان «بی تقوا» یاد کرد.
نوع زنانه این عنوان در شاهنشاهی ساسانی ، همان‌طور که برای دختر شاپور یکم (r. ۲۴۰–۲۷۰ بعد از میلاد) ادور آناهید گواهی شده بود، مطابقت "bānbishnān bānbishn" (" بانبِشنان بانبِشن") بود. عنوان مشابه  شهر بانبیشن  برای همسر شاپور اول خوریم گودرز استفاده شده است.

#### احیای عنوان

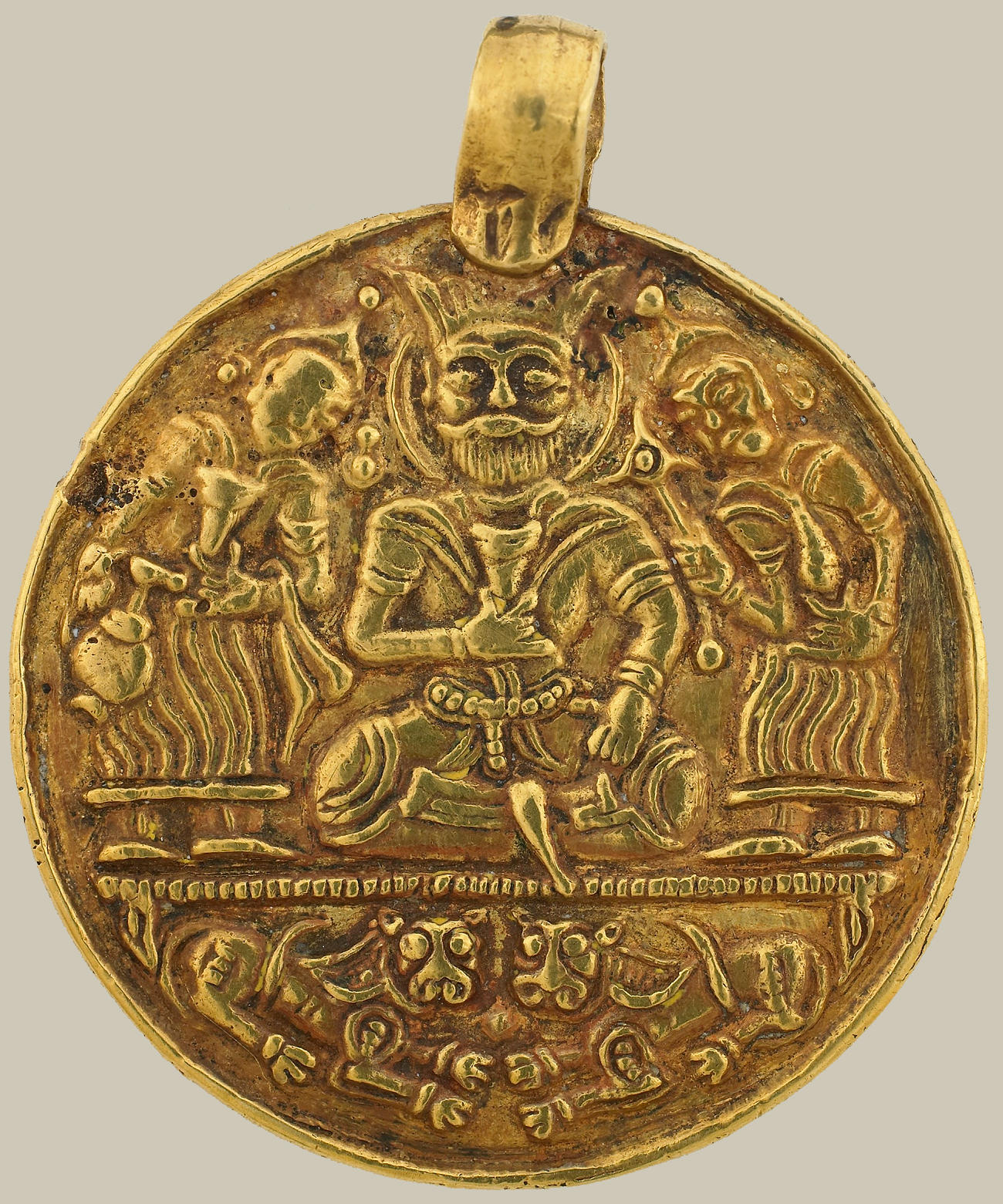
پناه خسرو، که بیشتر با نام عربی عضدالدوله دیلمی خود شناخته می‌شود عنوان «شاهنشاه» را در ایران در سال ۹۷۸ میلادی، بیش از سه قرن پس از سقوط شاهنشاهی ساسانی؛ استفاده کرد.

دراین دوره ایران تحت سلطه یک رشته از سلسله‌های کوتاه مدت ایرانی مسلمان قرار داشت. از جمله دولت سامانی و صفاریان. اگرچه کینه ایرانیان علیه خلافت عباسی متداول بود، این رنجش به عنوان جنبش‌های مذهبی و سیاسی که سنت‌های قدیمی ایران را با سنت‌های جدید عربی ترکیب می‌کرد به جای شورش‌های تمام عیار، نمایان شد. به نظر می‌رسد که سلسله‌های جدید هیچ گونه علاقه ای برای احیای شاهنشاهی‌های گذشته نداشتند، آنها هیچگاه سلطه خلفا را زیر سؤال نبردند و به‌طور فعال فرهنگ عربی را ترویج کردند. اگرچه سامانیان و صفاریان نیز به‌طور فعال احیای زبان فارسی را ترویج می‌کردند، اما سامانیان همچنان وفادار حامی عباسیان بودند و صفاریان، علیرغم اینکه گاهی در شورش‌ها شرکت داشتند، هیچ‌یک از ساختارهای سیاسی گذشته ایران را احیا نکردند.
دودمان آل بویه، با خاستگاه ایرانی دیلمیان، در سال ۹۳۴ میلادی در مناطق مرکزی ایران به قدرت رسید. برخلاف سلسله‌های پیشین، که توسط امیر (عنوان) حکومت می‌کردند و می‌خواستند از خلفا دلجویی کنند، آل بویه آگاهانه نمادها و شیوه‌های گذشته شاهنشاهی ساسانی را احیا کرد. منطقه دیلمستان از زمان سقوط شاهنشاهی ساسانی در برابر خلافت مقاومت کرده بود، تلاش‌ها برای بازگرداندن حاکمیت بومی ایران که بر اساس سنت‌های ایرانی بنا شده بود بسیار بود، هر چند ناموفق بود. اسفار بن شیرویه، ملی‌گرای زرتشتی و ایرانی، در سال ۹۲۸ بعد از میلاد علیه سامانیان قیام کرد و قصد داشت تاج بر سر خود بگذارد، تاج و تخت طلا را بر پا کند و با خلیفه جنگ کند. برجسته تر، مرداویج زیاری، که زیاریان را تأسیس کرد) نیز زرتشتی بود و به‌طور فعال مشتاق بازسازی شاهنشاهی گذشته بود. از وی نقل قول شد که قول می‌دهد حکومت اعراب را از بین ببرد و شاهنشاهی ایران را احیا کند و تاجی شبیه به تاجی که خسرو انوشیروان داشت برسر کند.
مرداویج در زمانی که توسط نیروهای ترک خود کشته شد، در حال برنامه‌ریزی برای لشکرکشی به سوی بغداد، پایتخت عباسیان بود. حکام بعدی زیاری مسلمان بودند و هیچ تلاشی مشابه انجام ندادند.
پس از مرگ مرداویج، بسیاری از نیروهای او به خدمت بنیان‌گذار سلسله آل بویه، عمادالدوله دیلمی رفتند., امیر آل بویه، پناه خسرو، که بیشتر با لقاب (نام افتخاری) خود عضدالدوله دیلمی شناخته می‌شد، پس از شکست دادن خویشاوندان سرکش و تبدیل شدن به تنها فرمانروای سلسله آل بویه در سال ۹۷۸ میلادی، خود را "شاهنشاه" نامید.{{پانویس‌های تودرتو|اگرچه عنوان "ادود الدوله" متداول‌ترین نظر است، اما برخی شواهد اندک نشان می‌دهد که ممکن است پیش از این توسط حاکمان آل بویه، احتمالاً توسط پدر داولا رکنالدوله دیلمی یا عموی عمادالدوله دیلمی) استفاده شده باشد. جانشینان وی که به طور کامل بر تمام امارات آل بویه نظارت کامل داشتند، خود را "شاهنشاه" نامیدند.
در زمان درگیری‌های آل بویه، عنوان مورد اهمیت قرار گرفت. هنگامی که بخش قابل توجهی از ارتش فیروز خسرو (لقب جلال لالدوله دیلمی ) در دهه ۱۰۴۰ قیام کرد و مایل بود امیر بویر دیگر عمادالدوله ابوکالیجار را به عنوان حاکم بر سرزمین‌های کل سلسله به سلطنت برساند، آنها سکه‌هایی به نام او ضرب شد که یک طرف آن نام خلیفه حاکم (القائم بامر الله) را نشان می‌داد و روی دیگر آن کتیبه "" "مالک العادل شاهنشاه" "بود.. ابو کلیجار در بحث شرایط صلح، به نوبه خود جلال را در نامه ای با عنوان "شاهنشاه" خطاب کرد.
هنگامی که نبرد بین ابو کلیجار و جلال الدوله از سر گرفته شد، جلال، برای ابراز برتری بر کلیجار، از خلیفه القائم برای استفاده از عنوان «شاهنشاه» اولین فرمانروای آل بویه، درخواست رسمی کرد. با انجام این کار می‌توان فرض کرد که خلیفه عنوان را به رسمیت شناخته است. (زیرا عنوان بعداً مورد استفاده قرار گرفت)، اما استفاده جلال از آن در مسجد باعث اعتراض به شخصیت ناپسند آن شد.

به دنبال آن، این موضوع به هیأتی از حقوقدانان که توسط خلیفه گردهم آمده بودند، مطرح شد. اگرچه برخی مخالف بودند، اما به‌طور کلی این نهاد حکم داد که استفاده از «مالک العادل شاهنشاه» قانونی است.

### پادشاهی‌های هلنی (سلوکی)
فتوحات اسکندر مقدونی به شاهنشاهی هخامنشی خاتمه داد و متعاقباً تقسیم امپراتوری خود اسکندر منجر به ارث بردن امپراتوری سلوکی از سرزمینهایی شد که قبلاً با سلسله هخامنشیان مرتبط بودند. اگرچه اسکندر خود از هیچ‌یک از عناوین سلطنتی قدیمی ایران استفاده نمی‌کرد، در عوض از عنوان جدید خود «شاه آسیاً استفاده کرد» (βασιλεὺς τῆς Ἀσίας), پادشاهان امپراتوری سلوکی بیشتر خود را با نظام سیاسی پارس هماهنگ می‌کردند. عنوان رسمی اکثر پادشاهان سلوکی «شاه بزرگ» بود که مانند «شاه شاهان»، عنوانی با اصالت آشوری، اغلب توسط حُکام هخامنشی مورد استفاده قرار می‌گرفت و قصد داشت برتری دارنده آن را بر سایر فرمانروایان نشان دهد. «شاه بزرگ» به‌طور برجسته برای آنتیوخوس یکم (r. ۲۸۱–۲۶۱ پیش از میلاد) در استوانه بورسیپا و برای آنتیوخوس سوم (r. 222-۱۸۷ پیش از میلاد) در طول دوران حکومت وی تأیید شده است.
در اواخر امپراتوری سلوکی، عنوان «شاه شاهان» حتی شاهد احیا بود، علیرغم این واقعیت که قلمرو تحت کنترل امپراتوری به‌طور قابل توجهی کوچکتر از دوران پادشاهان اولیه سلوکی بود. ظاهراً این عنوان با پادشاه سلوکیان، تیمارخوس (۱۶۳–۱۶۰ پیش از میلاد) که خود را «شاه شاهان» می‌خواند و این عنوان در منابع خارج از امپراتوری نیز مورد گفت‌گو قرار گرفته است.  برخی از حاکمان غیر سلوکی حتی عنوان را برای خود برگزیدند، به ویژه در پادشاهی پنتوس.

### ارمنستان
پس از شکست از شاهنشاهی اشکانی تحت رهبری مهرداد دوم ارمنستان بزرگ ۱۰۵ پیش از میلاد، وارث تاج و تخت ارمنی، تیگران دوم گروگان گرفته شد و در دربار اشکانی نگهداری می‌شد تا اینکه آزادی خود را در ۹۵ پیش از میلاد خرید. با واگذاری «هفتاد دره» در آتورپاتکان) و تصاحب تاج و تخت ارمنی. تیگران برای مدت کوتاهی در قرن اول پیش از میلاد بر قوی‌ترین امپراتوری خاورمیانه که خود ساخته بود، فرمانروایی کرد. پس از تسخیر سوریه در ۸۳ پیش از میلاد، تیگرانس عنوان «شاه شاهان» را به خود گرفت. پادشاهان ارمنی دودمان باگراتونی از زمان فرمانروایی آشوت سوم ۹۵۳–۹۷۷ بعد از میلاد تا پایان سلسله در ۱۰۶۴ میلادی این عنوان را احیا کردند و آن را به عنوان شکل ایرانیش «شاهنشاه» تبدیل کردند.

### گرجستان
شاه شاهان  در پادشاهی متحد گرجستان توسط پادشاه داویت چهارم (۱۰۸۹–۱۱۱۲۵ میلادی) استفاده شد، به عنوان "سبک حاکمیت گرجستان  در زبان گرجی. همه پادشاهان بعدی گرجستان، مانند ملکه تامار، از این عنوان برای توصیف حاکمیت خود بر همه اصول، گرایان و شاخه‌های گرجی استفاده کردند. استفاده آنها از عنوان احتمالاً از عنوان پارسی باستان گرفته شده است.

### پالمیرا
پس از مبارزات موفقیت‌آمیز علیه شاهنشاهی ساسانیان در سال ۲۶۲ میلادی، که کنترل روم را بر سرزمینهایی که از دست "شاهنشاه" شاپور یکم، فرمانروای شهر پالمیرا، اذینه از دست رفته بود بازگرداند، پادشاهی پالمیرن را تأسیس کرد. اودیناتوس، هرچند که یک رعیت رومی بود، عنوان "Mlk Mlk dy Mdnh" (شاه شاهان و مصر شرق) را بر عهده گرفت. پسر اودیناتوس، هیرودیانوس (حایران اول) به عنوان پادشاه مشترک وی مورد تحسین قرار گرفت، همچنین عنوان شاه شاهان به او داده شد. استفاده از عنوان احتمالاً با اعلام پادشاهی پالمیرن به عنوان دولت جانشین قانونی امپراتوری سلوکیان یونان، که تقریباً همان سرزمین‌های نزدیک خود را تحت کنترل داشت، توجیه شد. هرودیانوس در انطاکیه، که آخرین پایتخت سلوکیان بود، تاجگذاری کرد
اگرچه پس از مرگ اودیناتوس و هیرودیانوس، پسر دوم و جانشین اودناتوس از همین عنوان استفاده کرد، وبالاتوس و مادرش زنوبیا به آن را رها کردند، در عوض عنوان رومی را انتخاب کردند "آگوستوس (عنوان )  ("امپراتور") و "' آگوستا' '(" ملکه ")

## از دیدگاه مذاهب

### اسلام
در دین اسلام، از به کار بردن اصطلاح «شاه شاهان» برای یک انسان دیگر، منع شده است. در صحیح بخاری و صحیح مسلم [دو کتاب صحیح از کتاب‌های شش گانهٔ حدیث صحیح]، از ابوهریره روایت شده که محمد، پیامبر اسلام گفته است:
«همانا بدترین عنوان، عنوانِ شاه شاهان است؛ چرا که هیچ شاهی که دارای قدرت مطلق باشد، به جز خدا (الله) وجود ندارد.»
علّت ممنوع شدن این واژه در اسلام به دلیل مقایسه و تشبیهی است که در آن، میان مخلوق و خالق به کار گرفته شده است. این ممنوعیّت در راستای این هدف تعبیه شده است که جاه و جلال و شکوه تنها به خدا اختصاص داده شود. کاربرد مطلق این اصطلاح در مورد خداوند، که در متون قطعی و شناخته‌شدهٔ اسلامی استفاده از آن واجب و الزام‌آور تلقی شده است، به صورت تعبیر «مالک» می‌باشد که بدین معانیست: اسم چهارم از اسماء شناخته‌شدهٔ الهی (اسماءالله)، پادشاهی که صاحب همه چیز است، شاهی که مورد اطاعت قرار می‌گیرد، پروردگار پادشاه، کسی که صاحب اختیار کاملست، صاحب اختیاری که از هرگونه نقص، پاک و بری است، پروردگار تنها و یگانه‌ای که بر همهٔ قدرت‌های دنیوی غالبست.
از دیگر ویژگی‌های این پروردگار، با عنوان «مالک المُلک»: پادشاه هر دو عالم، کسی که مالک ابدی قلمرو جهانست و بر آن حاکمیّت دارد، کسی که صاحب اختیار و هدایت‌کننده و پادشاه جهانست و پادشاهی و صاحب اختیاری را به هر کس که بخواهد، عطا می‌کند.

### مسیحیت
عیسی مسیح نیز در کتاب مقدس شاه شاهان نامیده شده است، به خصوص در کتاب مکاشفه، بند و آیات ۱۷:۱۴ و ۱۹:۱۶. عیسی در انجیل متی، آیهٔ ۲۸:۱۸ می‌گوید که تمامی قدرت‌هایی که بر روی زمین موجود بوده، به او داده شده است. باز در انجیل یوحنا آیهٔ ۱۸:۳۶ وی می‌گوید که قلمرو حکومت و پادشاهی او، تنها منحصر به این کره خاکی نیست. (در زبان عبری، این جهان یا این دوران یا این عالم، با عنوان هازه اولام hazeh olam شناخته می‌شود که در تضاد با هابا اولام haba olam، می‌باشد که در واقع با عنوان جهان آینده یا عالم بعدی یا دورانی که خواهد آمد، شناخته می‌شود و قلمرو پادشاهی مسیح مشتمل بر هر دوی این عالم هاست) 
یک سنت وابسته به مسیح گرایی در ایمان و آئین یهودی، که تشکیل اسرائیل و همین‌طور استقلال سیاسی آنان از امپراتوری روم بر مبنای آن شکل گرفته است، استناد به نسخه‌ای است که مطابق آن، مسیح دوباره در سرزمین موعود، یعنی اسرائیل ظهور خواهد کرد و ظهور او با عنوان پادشاه قادر و توانای دوران خواهد بود. (نگاه کنید به سیکاری Sicarii، در حالی که مسیح در موعظه‌ای معنوی، از پادشاهی، به جای آن استفاده می‌کند) 
همچنین در مسیحیت، در مورد اصطلاح شاه شاهان، این تعبیر ترجیح داده می‌شود که آن اشاره به خدا و پدری است که تخت خویش را در آسمان، به عنوان فرمانروای اصلی و نهایی جهان برافراشته است و او، بالاتر و والامقامتر از همهٔ پادشاهان فانی است. در این مفهوم، پروردگار پروردگاران یا خدای خدایان، عنوانی مترادف و هم معنا با پروردگار است، که معمولاً توسط پدران روحانی کلیسا مورد استفاده واقع می‌شود. (به عنوان نمونه در کتاب: مقابله با بدعت گزاران، جلد ۲۶، مبحث: ایرنائوس Irenaeus). 

### بودیسم
بودا نیز در پالی تریپیتاکا Pali Tripitaka، با عنوان «شاه شاهان» مورد اشاره قرار گرفته است.

### یهودیت
در آئین یهودیت، تعبیر «شاه شاهان» (به زبان عبری: Melech ha-M'lachim) عبارتی است که به خدا اشاره می‌کند، چراکه نام او را نمی‌توان بر زبان جاری نمود. این تعبیر به‌طور معمول به صورت:
Melech Malchei Ha-M'lachim
یعنی: پادشاهِ پادشاهِ پادشاهان به کار برده می‌شود، و به این ترتیب، آن را یک قدم بالاتر از عنوانی که توسط سلطان هایبابل و شاهنشاهان ایران به کار برده می‌شده، قرار داده‌اند. این کاربرد، در کتاب مقدس و به‌خصوص در قسمتی از آن که کتاب دانیال نبی نامیده می‌شود، به چشم می‌خورد.

### فرقه‌های روسی
سلیوانف Selivanov، که از بنیان‌گذاران فرقهٔ مذهبی اسکوپتسی Skoptsi به‌شمار می‌آید، و در این فرقه که از فرقه‌های روسی مسیحی بود، عمل قطع عضو جنسی و آلت تناسلی رواج دارد، خود را پسر خدا خواند و اعلام کرد که فرزند خداوند در شخص امپراتور پتر سوم مجسم گردیده است. وی نیز مدعی دارا بودن عنوان «شاه شاهان» و حتی «خدای خدایان» بود.

### فرقه‌ای در اتیوپی
هایله سلاسی Haile Selassie، امپراتور اسبق حبشه (اتیوپی)، خود را این گونه معرفی می‌کرد:
«من، امپراتور اتیوپی، به عنوان: شاه شاهان، صاحب اختیار صاحب اختیاران، و به عنوان غلبه‌کننده بر شیر قبیله یهودا، شناخته می‌شوم»
وی بر مبنای همین عناوین و ارجاع دادن آن‌ها در کتاب مقدسشان، به عنوان: خدا، در میان اعضای جنبش راستافاری نگریسته می‌شد.

## تاریخ معاصر

### ایران
پس از پایان آل بویه در ۱۰۶۲، عنوان  شاهنشاه  تا زمان مدرن به‌طور متناوب توسط حکام ایران استفاده می‌شد. این عنوان، که به عنوان  شاهینشاه  ترجمه می‌شود، بر روی برخی از سکه‌های آلپ ارسلان (۱۰۶۳–۱۰۷۲)، دومین سلطان امپراتوری سلجوقی استفاده می‌شود.
عنوان شاهنشاه توسط شاه اسماعیل یکم (۱۵۰۱–۱۵۲۴)، بنیان‌گذار دودمان صفویان استفاده شد. اسماعیل با تصرف تبریز در سال ۱۵۰۱، خود را شاه آذربایجان و شاهنشاه ایران اعلام کرد. اصطلاح  šāhanšāh-e-Irān ،  شاهنشاه ایران  برای دوره صفویه و دوره قبل امپراتوری تیموری (زمانی که مورد استفاده نبود) اثبات شده است. نادرشاه، بنیان‌گذار افشاریان در سال ۱۷۳۹ عنوان «شاهنشاه» را استفاده کرد تا بر برتری خود بر محمدشاه گورکانی امپراتوری گورکانی تأکید کند.
سلسله قاجار در سال ۱۹۲۵ سرنگون شد و دودمان پهلوی جایگزین آن شد. هر دو پادشاه این سلسله، رضاشاه (۱۹۲۵–۱۹۴۱) و محمدرضا پهلوی (۱۹۴۱–۱۹۷۹)، قبل از آنکه سلسله پهلوی با انقلاب ۱۳۵۷ به پایان برسد، از عنوان «شاهنشاه» استفاده کردند. اگرچه محمدرضا پهلوی تا آن زمان بیست و شش سال به عنوان «شاه» پادشاهی کرده بود، اما تنها در ۲۶ اکتبر ۱۹۶۷ در تاج‌گذاری مجلل تهران عنوان «شاهنشاه» را به دست آورد. او تصمیم گرفت تا این لحظه منتظر بماند تا عنوان را به دست آورد زیرا به نظر خودش تا آن زمان «لیاقت آن را نداشت». او همچنین می‌گوید «افتخار شاهنشاه یک کشور فقیر نبود» (که او تا آن زمان ایران را چنین می‌دانست).
رئیس فعلی خاندان پهلوی، رضا پهلوی، به صورت نمادین خود را در ۲۱ سالگی پس از مرگ پدرش «شاهنشاه» اعلام کرد. ۱۹۸۰.

### وبگاه
- "6 Bible Verses about Jesus As King Of Kings". bible.knowing-jesus.com. Retrieved 20 February 2019.
- Adebajo, Adekeye (2011). "Gaddafi: the man who would be king of Africa". theguardian.com. Retrieved 20 February 2019.
- "Achaemenid Dynasty". iranicaonline.org. Archived from the original on 3 December 2015. Retrieved 20 February 2019.
- Cartwright, Mark (12 March 2018). "Tushpa". World History Encyclopedia. Retrieved 20 February 2019.
- CNG. "208. Lot:462". www.cngcoins.com. Classical Numismatic Group. Retrieved 2021-05-24. ISLAMIC, Seljuks. Great Seljuk. Muhammad Alp Arslan. AH 455-465 / AD 1063-1072. AV Dinar (22mm, 1.90 g, 7h). Herat mint. Dated AH 462 (AD 1069/70).
- "DARIUS iv. Darius II". iranicaonline.org. Retrieved 20 February 2019.
- Dzagnidze, Baia (2018). "A Brief History of Georgia's Only Female King". theculturetrip.com. Retrieved 20 February 2019.
- "Gaddafi: Africa's 'king of kings'". news.bbc.co.uk. Retrieved 20 February 2019.
- "Gaddafi named 'king of kings'". news24.com. Retrieved 20 February 2019.
- Goodspeed, Peter (2010). "It is my duty". rezapahlavi.org. Archived from the original on 2 October 2013. Retrieved 21 February 2019.
- "IRANIAN IDENTITY iii. MEDIEVAL ISLAMIC PERIOD". iranicaonline.org. Retrieved 23 February 2019.
- "King of kings in Media and Urartu". melammu-project.eu. Retrieved 19 February 2019.
- Kiunguyu, Kylie (2018). "Empress Zewditu: Ethiopia's First female head of State". thisisafrica.me. Archived from the original on 23 April 2019. Retrieved 21 February 2019.
- "NĀDER SHAH". iranicaonline.org. Retrieved 23 February 2019.
- "Portrait of Fath Ali Shah Seated". hermitagemuseum.org. Retrieved 20 February 2019.
- "Sahih al-Bukhari Book 73 Hadith 224". muflihun.com. Retrieved 20 February 2019.
- "Sahih al-Bukhari Book 73 Hadith 225". muflihun.com. Retrieved 20 February 2019.
- "Strabo, Geography". perseus.tufts.edu. Retrieved 20 February 2019.
- Tesfu, Julianna (2008). "Empress Zewditu (1876–1930)". blackpast.org. Retrieved 21 February 2019.
- "The Court of Fath 'Ali Shah at the Nowrooz Salaam Ceremony". rct.uk. Retrieved 20 February 2019.
- "Tušpa (Van)". livius.org. Retrieved 20 February 2019.